# Asano Tsunanaga
Asano Tsunanaga (浅野 綱長, né le 28 juillet 1659, mort le 1er avril 1708) est un daimyo de la période Edo. Il porte le titre de Aki no kami et gouverne le domaine de Hiroshima.
Durant l'épisode des 47 rōnin, Tsunanaga envoie un messager à Akō, gouverné par une branche familiale des Hiroshima Asano et conseille à Ōishi Kuranosuke de céder pacifiquement le château aux envoyés du shogunat.
Sa fille épouse le noble de cour Ichijō Kaneka.